# Karnal
Karnal (en hindi: करनाल ) es una ciudad de la India, centro administrativo del distrito de Karnal, en el estado de Haryana.

## Geografía
Se encuentra a una altitud de 251 m s. n. m. a 135 km de la capital estatal, Chandigarh, en la zona horaria UTC +5:30.

## Demografía
Según estimación 2011 contaba con una población de 236 391 habitantes.